# Victor Ninov
Victor Ninov (tiếng Bulgaria: Виктор Нинов, sinh năm 1959) nguyên là một nhà nghiên cứu thuộc nhóm nghiên cứu hóa học hạt nhân tại Phòng thí nghiệm Quốc gia Lawrence Berkeley (LBNL), người được cho là đã tạo ra các bằng chứng được sử dụng để xác nhận nguyên tố 118 và 116. Những nguyên tố này sau đó thực sự khám phá tại Viện nghiên cứu hạt nhân phối hợp ở Dubna, Nga và đặt tên là oganesson và livermorium một cách tương ứng.
Ninov đã được đào tạo tại Gesellschaft für Schwerionenforschung (GSI) ở Đức. Việc ông được LBNL tuyển dụng từ GSI đã được coi là một hành dộng táo bạo: ông đã từng tham gia vào việc phát hiện ra Wolbachium, Roentgenium và Copernicium (các nguyên tố 110, 111 và 112) và được coi là một trong những chuyên gia hàng đầu về việc sử dụng các kiểu phức tạp Phần mềm cần thiết để phát hiện các chuỗi phân rã của các nguyên tố siêu urani không ổn định.
Một ủy ban nội bộ tại phòng thí nghiệm đã kết luận rằng Ninov là người duy nhất trong dự án lớn chuyển những kết quả máy tính thô thành các kết quả có thể đọc được của con người và đã sử dụng cơ hội này để tiêm dữ liệu giả. Phân tích lại các dữ liệu thô không chỉ ra những sự kiện mà phân tích của Ninov đã báo cáo ban đầu.
Kiểm tra lại dữ liệu từ các thí nghiệm thực hiện tại GSI, trong đó nhóm của Ninov đã phát hiện ra các phần tử 110 và 112 thấy rằng dữ liệu ban đầu đã bị thay đổi, và lặp lại các thí nghiệm không thể tái tạo được các khám phá.
Các báo cáo về vụ Ninov đã được công bố cùng thời điểm đó với báo cáo cuối cùng về vụ Schön, một sự cố lớn khác của vụ gian lận vật lý. Kết quả là, Hiệp hội Vật lý Hoa Kỳ đã thông qua những hướng dẫn đạo đức nghiêm ngặt hơn, đặc biệt là các quy định về cách hành xử của đồng tác giả.